# Philip Johan von Strahlenberg
Philip Johan von Strahlenberg (ur. 1676 w Stralsund, zm. 1747 w Getinge) – oryg. Philip Johan Tabbert. Szwedzki oficer i geograf niemieckiego pochodzenia mający wpływ na kartografię Rosji. Autor jednej z koncepcji granicy europejsko-azjatyckiej. 

## Życie
Do szwedzkiej armii się przyłączył w 1694 roku i w 1703 awansował na kapitana. 4 lata później uszlachetniony, przyjął nazwisko von Strahlenberg. 
Brał udział w III wojnie północnej, gdzie został pojmany przez zwycięskie siły rosyjskie podczas bitwy pod Połtawą w 1709 roku. Jako więzień wojenny został zesłany do Tobolska, gdzie żył w latach 1711–1721. W tym czasie zajmował się geografią Syberii oraz antropologią, językami i zwyczajami tamtejszych ludów. Po powrocie do Sztokholmu w 1730, opublikował swoją książkę Das Nord-und Ostliche Theil von Europa und Asia (Północne i wschodnie części Europy i Azji) zawierającą efekty jego badań. Publikacja przyjęta została ciepło i przetłumaczona na język angielski, francuski i hiszpański. 
Jedną z części ww. książki była nowa mapa całej Rosji stworzona przez Strahlenberga oraz Johana Antona von Matérna. Strahlenberg zaproponował również nową wersję granicy pomiędzy Europą i Azją, która przebiega z północy na południe szczytami Uralu, następnie biegnie na zachód, wzdłuż mniejszego pasma górskiego i wzgórzystego, zachodniego brzegu Wołgi, do 49 stopnia szerokości geograficznej i wzdłuż rzeki Don, aż do Morza Czarnego. 
Książka poza tym zawiera informacje na temat języków i zwyczajów Tatarów, Jakutów, Czuwaszy, Tatarów krymskich, Uzbeków, Baszkirów, Kirgizów, Tatarów turkmeńskich i Mongołów. 
Philip Johan von Strahlenberg stworzył również słownik kałmucko-niemiecki, na podstawie której stworzono później słownik francusko-kałmucki i angielsko-kałmucki.
W swoich pracach opisywał również jak syberyjscy szamani w rytuałach wykorzystywali muchomor czerwony.
W późniejszych latach swojego życia, Strahlenberg napisał dwu-częściową rozprawę naukową na temat historii Rosji, która w 1757 roku została opublikowana we Francji jako Description Historique de l'Empire Russien (Historyczny opis Rosyjskiego Imperium). 
Asteroida (15766) Strahlenberg jest nazwana na jego cześć.